# Funaria capillipes
Funaria capillipes är en bladmossart som beskrevs av Brotherus 1899. Funaria capillipes ingår i släktet spåmossor, och familjen Funariaceae. Inga underarter finns listade i Catalogue of Life.